# Province de Valence
 (avril 2025).
Si vous disposez d'ouvrages ou d'articles de référence ou si vous connaissez des sites web de qualité traitant du thème abordé ici, merci de compléter l'article en donnant les références utiles à sa vérifiabilité et en les liant à la section « Notes et références ».
Pour les articles homonymes, voir Valence.
La province de Valence (en espagnol : Provincia de Valencia ; en valencien : Província de València) est l'une des trois provinces de la Communauté valencienne, à l'est de l'Espagne. Sa capitale est la ville de Valence, qui est également la capitale de la communauté autonome.

## Géographie
Elle est limitrophe des provinces d'Alicante au sud, Castellón  au nord (les deux autres provinces de la Communauté valencienne), d'Albacete et de Cuenca (en Castille-La Manche) au sud-ouest et à l'ouest, respectivement, et Teruel (Aragon) au nord-ouest. À l'est, elle est baignée par la mer Méditerranée.
Une fraction de son territoire, le Rincón de Ademuz, est enclavée entre les provinces de Cuenca et Teruel.
Elle est peuplée de 2 267 503 habitants, dont un tiers vivent dans la capitale, Valence, qui est également celle de la communauté autonome. Il y a 265 communes dans la province.
Elle est représentée par 16 députés au Congrès des députés et par 36 députés au Parlement valencien.

## Population
Entre les recensements de 1857 et 1910, la province de Valence était la deuxième province d'Espagne par le nombre d'habitants, derrière celle de Barcelone ; depuis 1920, année où elle fut dépassée par Madrid, elle a été la troisième province espagnole par le nombre d'habitants. Selon le recensement de l'Institut national de statistiques espagnol de 2005, elle compte 2 416 628 habitants, ce qui représente 5,48 % du total de la population espagnole. On estime à 8,06 % le pourcentage de la population issue de l'immigration dans la province.
| Population  | 606 608   | 806 556   | 884 298   | 926 442   | 1 042 154 | 1 256 633 | 1 347 912 |           |
| Pourcentage | 3,92      | 4,33      | 4,42      | 4,33      | 4,40      | 4,83      | 4,79      |           |
|             | 1960      | 1970      | 1981      | 1991      | 1996      | 2001      | 2005      | 2018      |
| Population  | 1 429 708 | 1 767 327 | 2 066 413 | 2 141 114 | 2 172 840 | 2 227 170 | 2 416 628 | 2 544 264 |
| Pourcentage | 4,67      | 5,20      | 5,48      | 5,43      | 5,48      | 5,42      | 5,48      | 5,45      |

## Notes et références

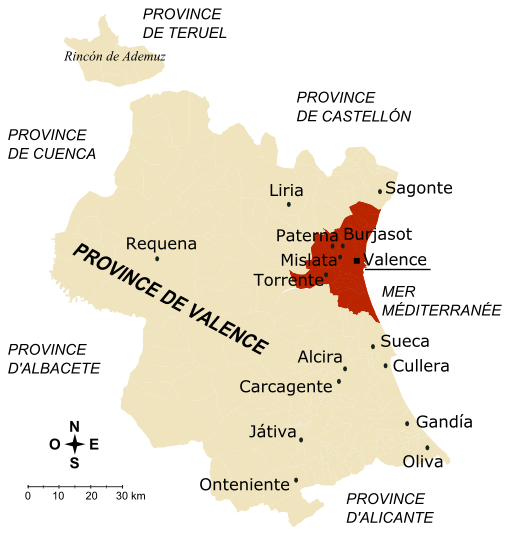
Carte de la province de Valence avec ses principales communes. La première couronne de l'aire métropolitaine de Valence figure en marron foncé.